# Барнс, Уильям
Уильям Барнс (англ. William Barnes; 22 февраля 1801 — 7 октября 1886) — британский писатель, поэт, священник и филолог. Более всего известен тем, что свои произведения писал в основном на дорсетском западноанглийском диалекте, ныне практически исчезнувшем. Его творческое наследие включает более 800 стихотворений и множество других работ, включая фундаментальный труд по грамматике английского языка с цитатами более чем на шестидесяти языках.

## Биография
Родился в деревне Рушэй прихода Багбер, графство Дорсет. С раннего детства отличался любовью к книгам и музыке. В школе, которую он посещал в деревне Старминстер-Ньютон, считался лучшим учеником и благодаря своему уму ещё будучи подростком стал помощником в делах деревенского поверенного Дэшвуда. После окончания школы работал помощником деревенского пастора, а свободное время посвящал чтению классической литературы и изучению техники игры на органе. В 1818 году переехал в Дорчестер, где стал помощником священника Кумбса и продолжал свои вечерние занятия по самообразованию. Тогда же он увлёкся гравюрой на дереве и достиг в этом деле больших успехов, создав целую серию гравюр, изображавших различные места Дорчестера. На деньги, вырученные от их продажи, он смог в 1822 году издать свою первую книгу, сказку о Лапландии, а спустя год обручился с дочерью акцизного чиновника.
В 1823 году Барнс стал директором школы в городке Мере, Уилтшир, а четыре года спустя женился и поселился в Чентри-хаусе, особняке эпохи Тюдоров в Мере, по-прежнему посвящая свои вечера усердному чтению и знакомясь с работами классиков всемирной литературы. В это же время он начал писать стихи и публиковать их в газете Dorset County Chronicle, а также приступил к филологическим исследованиям, первым результатом которых стал опубликованный в 1829 году словарь английских слов иностранного происхождения. В 1832 году, когда Мере посетила труппа бродячих актёров, Барнс написал две пьесы, фарс и комедию, которые были затем успешно поставлены этой труппой; в это же время он написал несколько учебных пособий по географии. В 1833 году он начал писать стихотворения на дорсетском диалекте, которые печатал в местной газете. В 1835 году покинул Мере и вернулся в Дорчестер, где тоже возглавил среднюю школу, для которой в 1837 году выхлопотал новое здание больших размеров. В 1844 году издал на дорсетском диалекте крупный сборник стихов, посвящённых сельской жизни Дорсета. В 1847 году был рукоположён в сан священника Англиканской церкви и назначен проповедовать в Виткомб в трёх километрах от Дорчестера. Несколько лет Барнс заочно учился в колледже святого Иоанна и в 1850 году получил степень бакалавра богословия. В 1852 году он вышел в отставку с церковной службы, в этом же году умерла его жена, что стало для него большой потерей. В 1854 году Барнс опубликовал одну из главных своих работ, Philological Grammar, в котором были рассмотрены заимствования в английский язык из более чем шестидесяти других языков, за авторские права на который он получил 5 фунтов, а в 1859 году издал второй сборник стихов на дорсетском диалекте, переизданный через четыре года.
Заработав себе этими изданиями определённую репутацию, Барнс отправился путешествовать по Англии, давая публичные лекции, и вскоре получил известность и популярность необычностью своих речей и поведения. В 1861 году правительство назначило ему ежегодную пенсию в семьдесят фунтов, а в следующем году он опубликовал свою наиболее известную филологическую работу Tiw, в которой рассматривал тевтонские корни в английском языке. В 1862 году он окончательно порвал с управлением школой и с помощью своего друга вернулся в Виткомб на религиозную службу, в свободное время продолжая активно писать стихи и рассказы, которые охотно публиковали в журналах; здесь Барнс работал до конца жизни. Новый сборник его стихотворений на дорсетском диалекте вышел в 1862 году, а в 1868 — сборник стихотворений из сельской жизни на литературном английском, который, однако, был гораздо менее популярен, нежели «дорсетские».
Барнс также известен тем, что призывал «очистить» английский язык от латинского, греческого и прочего иностранного влияния и сделать его более понятным для необразованных людей. Современники[кто?] высоко ценили стиль его поэзии, «полной юмора, чистой, мужественной радости жизни и простоты»; его стихотворения называли обладающими «сладостью и нежностью чувств, глубоким проникновением в скромную сельскую жизнь и изысканным чувством местного пейзажа».